# Kåre Willoch
Kåre Isaachsen Willoch (/ˈkòːrə ˈìːsɑksn̩ ˈvɪ̀lːɔk/ ), né le 3 octobre 1928 à Oslo, où il meurt le 6 décembre 2021, est un homme d'État norvégien membre du Parti conservateur (Høyre).
Deux fois ministre du Commerce entre 1963 et 1970, il est, au sein de son parti, l'un des principaux promoteurs du libéralisme économique et critique des politiques menées depuis 1945 par le Parti travailliste (AP). En 1981, il parvient au pouvoir et devient Premier ministre de Norvège à la tête d'une coalition gouvernementale de centre droit, qui perd la majorité absolue au Storting en 1985 et remet ses fonctions au roi l'année suivante. Il est ensuite gouverneur du comté d'Akershus et candidat malheureux au poste de secrétaire général de l'OTAN.

## Biographie

### Formation et carrière
Après avoir achevé ses études secondaires, en 1947, il étudie les sciences économiques à l'université d'Oslo, obtenant son diplôme d'économiste en 1953, et accomplit son service militaire dans la « brigade norvégienne », qui participait de l'occupation britannique en Allemagne, plus précisément dans le Land du Schleswig-Holstein.
En 1951, il devient secrétaire à l'association des armateurs norvégiens, où il reste un an, puis rejoint en 1954 la fédération des industries norvégiennes, où il occupe jusqu'en 1963 un poste de cadre supérieur.
Il parle, outre le norvégien, anglais, allemand et français. Il est en outre l'auteur de plusieurs livres.

### Vie de famille
Son père, Haakon Isaachsen Willoch, était manager. Il s'est marié en 1954 avec Anne Marie Jørgensen, d'un an sa cadette.

## Parcours politique

### Les débuts électoraux
Il entre au conseil municipal d'Oslo en 1952, âgé d'à peine 24 ans, et y siège pendant sept ans. À partir de 1957, il cumule ce mandat avec celui de député au Storting, où il est élu sous les couleurs du Parti conservateur (H).

### Une figure centrale des conservateurs
Il s'impose rapidement comme une figure de premier plan au Storting, grâce à sa qualité de membre de la commission parlementaire des Finances. Au sein du parti, il se fait le partisan d'un nouveau programme économique mettant l'accent avant tout sur le libéralisme. Sa vision est finalement retenue et, en 1963, il obtient le poste de secrétaire général du Høyre, qu'il conserve deux ans.

### Deux fois ministre
Le 28 août 1963, Kåre Willoch est nommé ministre du Commerce et de la Marine dans l'éphémère gouvernement de centre droit dirigé par le conservateur John Lyng, premier gouvernement non-travailliste formé depuis la fin de la Seconde Guerre mondiale. Les travaillistes réussissent cependant à reprendre le pouvoir moins d'un mois plus tard.
Toutefois, aux élections de 1965, les quatre formations du centre droit obtiennent 48,2 % des voix et 78 sièges sur 150 au Storting, ce qui permet au centriste Per Borten de former un nouveau gouvernement de coalition le 12 octobre suivant, dans lequel Willoch retrouve son poste précédent. Pendant cinq ans, la coalition ayant conservé de justesse la majorité absolue en 1969, il est l'une des figures principales du cabinet.

### Chef des conservateurs, puis ministre d'État

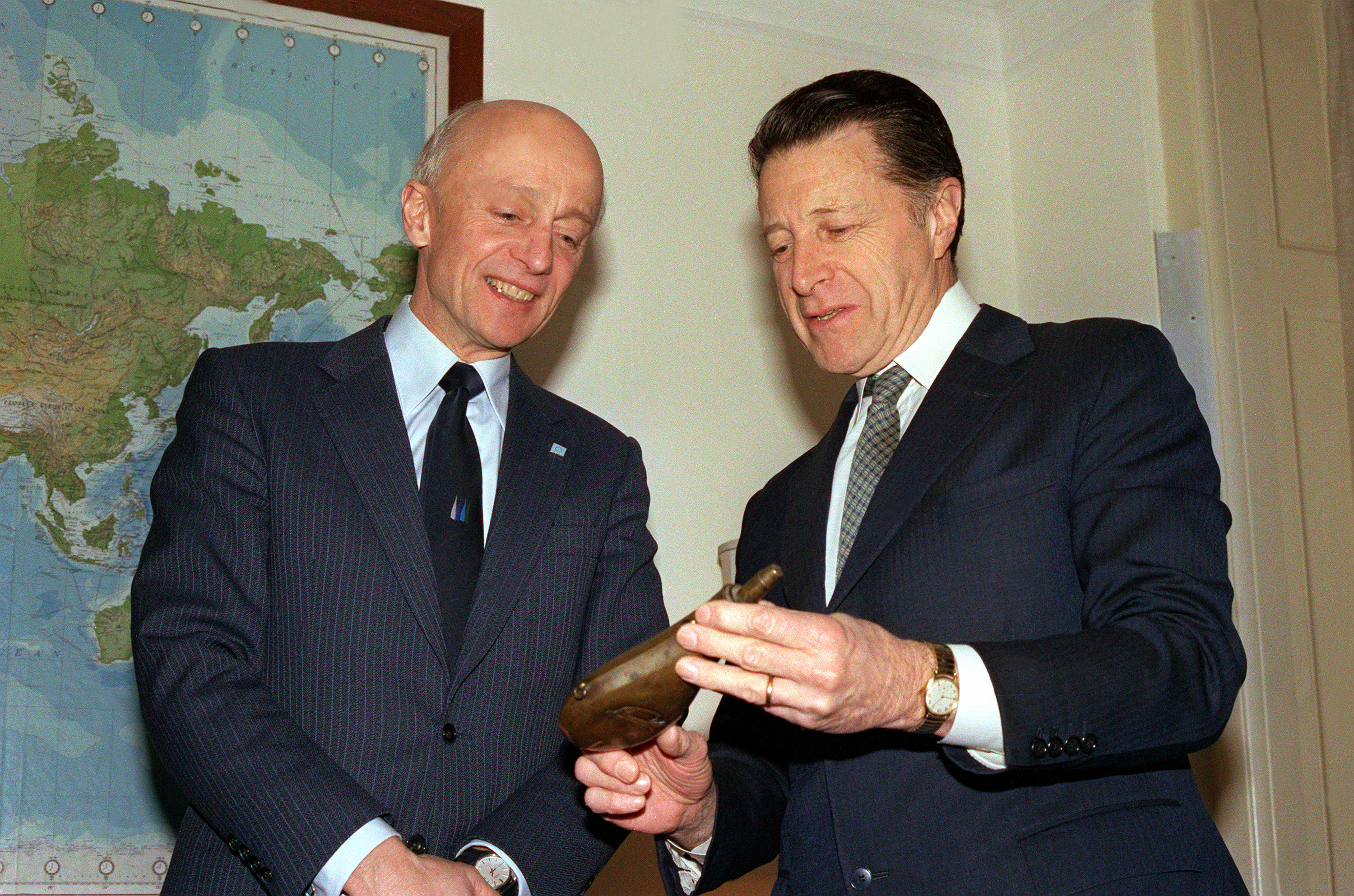
Kåre Willoch (gauche) et le secrétaire de la Défense des États-Unis, Caspar Weinberger, en 1983.

Il quitte finalement le gouvernement le 5 juin 1970, après avoir été élu président du Parti conservateur. La coalition chute l'année suivante et, hormis un intermède entre 1972 et 1973, les partis de centre droit restent dans l'opposition. Aidé de son secrétaire général, Erling Norvik, il poursuit la modernisation du parti et attire de plus en plus de votants à la fin des années 1970.
Lors des législatives de 1981, les conservateurs obtiennent 31,7 % des voix, leur plus haut score depuis 1945, tandis que le centre droit dans son ensemble décroche 79 députés sur 155. Le 14 octobre, Kåre Willoch est nommé ministre d'État du Royaume de Norvège et prend la tête d'un gouvernement minoritaire constitué uniquement de conservateurs, une première depuis 1928. Au bout de deux ans, il intègre le Parti populaire chrétien (KrF) et le Parti du centre (SP) dans son cabinet.
Au cours de son mandat, il pratique de nombreuses réformes et une politique profondément libérales qui remettent en cause les politiques menées depuis 1945 par le Parti du travail (AP). Il abolit ainsi le monopole de la radiotélévision publique, allège les réglementations sur le commerce de détail, libéralise le marché de l'immobilier et met fin à l'action du gouvernement sur le marché du crédit bancaire. Il permet également l'ouverture de cliniques privées, qui viennent ainsi contester le monopole de l'hôpital public. Sa politique bancaire a conduit dans un premier temps à une forte augmentation de la consommation privée et à un essor de la bourse d'Oslo, puis à une crise bancaire dans les années 1990.
En matière de politique étrangère, il se démarque sensiblement des travaillistes en approuvant l'installation de bases logistiques pour les forces de réaction rapide américaine et en soutenant la double-décision de l'OTAN, en 1979.
Sa majorité perd de justesse, à un siège près, la majorité absolue aux législatives de 1985, et il se retrouve alors dépendant du petit Parti du progrès (Frp).

### La perte du pouvoir et le retrait
Au cours de l'année 1986, il doit faire face à une grave chute des cours du pétrole, dont dépend en grande partie l'économie de la Norvège. Il propose alors toute une série de mesures économiques drastiques, rejeté par le Parti du travail car trop peu sociales. La mesure prévoyant une hausse du prix de l'essence se voit également refusée par le FrP, ce qui conduit à la chute de son gouvernement le 9 mai 1986.
Il renonce alors à être chef de file électoral du Parti conservateur, et tente l'année suivante d'être désigné secrétaire général de l'OTAN, un poste qui revient finalement au ministre fédéral de la Défense d'Allemagne de l'Ouest, Manfred Wörner. Au cours de cette même année 1987, il est élu au poste de président de l'Union démocratique internationale (UDI). Ayant renoncé à ce mandat en 1989, il devient cette année-là gouverneur du comté d'Akershus et le reste neuf années durant.
Désigné président de la Norsk rikskringkasting (société d'audiovisuel public) en 1998, il quitte ce poste en 2000. Désormais retiré de la vie politique, il reste un acteur de la vie publique avec des prises de positions très critiques concernant les problèmes environnementaux ou le conflit au Proche-Orient, contre des politiques qu'il juge trop passives.